# Kevin Ortíz (futbolista)
Kevin Ortíz (Roldán, Santa Fe, Argentina; 18 de septiembre de 2000) es un futbolista argentino que juega como centrocampista y su equipo actual es el Club Atlético Tucumán de la Liga Profesional de Fútbol Argentino.

## Trayectoria
Graduado de las inferirores de Rosario Central, Ortíz fue promovido al primer equipo en 2022.

### Rosario Central
Kevin realizó su debut en primera división el día 11 de febrero de 2022 por la primera fecha de la Copa de la Liga Profesional 2022 en el empate 1 a 1 frente a Arsenal de Sarandí en condición de visitante, de la mano de Kily González como director técnico, quien lo hizo ingresar en lugar de Mateo Tanlongo al minuto 42 del segundo tiempo. Sin embargo no fue tenido en cuenta hasta la fecha 12 del Torneo de la Liga 2022, con Carlos Tévez como entrenador del canalla, quien lo puso como titular por primera vez en su carrera y lo mantuvo entre los once titulares hasta el final de la temporada.
El día 8 de septiembre de 2022, Ortíz marcó el único gol de Central en la derrota 2 a 1 frente a Argentinos Juniors en condición de visitante por la fecha 18 del Torneo de la Liga 2022, partido en el que también fue figura.
En 2023, tras la llegada de Miguel Ángel Russo como director técnico de Central, Kevin fue nombrado capitán de Rosario Central durante las primeras fechas del Torneo de la Liga Profesional 2023 con tan solo 17 partidos en primera división; hasta la fecha número 6 en la que sufre una expulsión frente a Sarmiento de Junín. Fue titular en el resto del torneo y en la mayoría de los encuentros de la Copa de la Liga donde Central no solo clasificó a los play off de la competencia sino que también la clasificación a la Copa Libertadores 2024. El 16 de diciembre, tras eliminar a Racing Club en cuartos de final y River Plate en semifinales, Central se coronó campeón de dicha competencia, tras vencer por 1 a 0 a Platense en el Estadio Madre de Ciudades.A la semana siguiente, el equipo salió subcampeón del Trofeo de Campeones 2023 tras caer por 2 a 0 frente a River Plate, también en el Estadio Madre de Ciudades.
El día 5 de abril del 2024, realizó su debut en competencia internacionales; fue en la victoria por 1 a 0 frente a Peñarol de Uruguay por la fecha 1 de la Copa Libertadores 2024, en condición de local.

## Estadísticas
Actualizado al 18 de agosto del 2025.
| Club | Div.          | Temporada     | Liga  | Liga  | Liga   | Copas Nacionales (1) | Copas Nacionales (1) | Copas Nacionales (1) | Copas Internacionales (2) | Copas Internacionales (2) | Copas Internacionales (2) | Total | Total | Total  |
| Club | Div.          | Temporada     | Part. | Goles | Asist. | Part.                | Goles                | Asist.               | Part.                     | Goles                     | Asist.                    | Part. | Goles | Asist. |
| --- | ------------- | ------------- | ----- | ----- | ------ | -------------------- | -------------------- | -------------------- | ------------------------- | ------------------------- | ------------------------- | ----- | ----- | ------ |
| Rosario Central Argentina | 1.ª           | 2022          | 16    | 1     | 0      | 1                    | 0                    | 0                    | -                         | -                         | -                         | 17    | 1     | 0      |
| Rosario Central Argentina | 1.ª           | 2023          | 23    | 0     | 1      | 17                   | 0                    | 0                    | -                         | -                         | -                         | 40    | 0     | 1      |
| Rosario Central Argentina | 1.ª           | 2024          | 19    | 1     | 0      | 10                   | 0                    | 0                    | 8                         | 0                         | 0                         | 37    | 1     | 0      |
| Rosario Central Argentina | 1.ª           | 2025          | 6     | 0     | 0      | 0                    | 0                    | 0                    | -                         | -                         | -                         | 6     | 0     | 0      |
| Rosario Central Argentina | Total club    | Total club    | 64    | 2     | 1      | 28                   | 0                    | 0                    | 8                         | 0                         | 0                         | 100   | 2     | 1      |
| Atlético Tucumán Argentina | 1.ª           | 2025          | 5     | 0     | 0      | 2                    | 0                    | 0                    | -                         | -                         | -                         | 7     | 0     | 0      |
| Atlético Tucumán Argentina | Total club    | Total club    | 5     | 0     | 0      | 2                    | 0                    | 0                    | 0                         | 0                         | 0                         | 7     | 0     | 0      |
| Total carrera | Total carrera | Total carrera | 69    | 2     | 1      | 30                   | 0                    | 0                    | 8                         | 0                         | 0                         | 107   | 2     | 1      |
| (1) Incluye Copa de la Liga Profesional, Copa Argentina y Trofeo de Campeones. (2) Incluye Copa Libertadores de América y Copa Sudamericana. |               |               |       |       |        |                      |                      |                      |                           |                           |                           |       |       |        |

## Palmarés

### Campeonatos Nacionales
| Título          | Equipo          | Año  |
| --------------- | --------------- | ---- |
| Copa de la Liga | Rosario Central | 2023 |